# Rue Louis-Vierne
La rue Louis-Vierne est une voie du 17e arrondissement de Paris, en France.

## Situation et accès
La rue Louis-Vierne est une voie publique située dans le 17e arrondissement de Paris. Elle débute au 21, rue Jacques-Ibert et se termine en impasse.

## Origine du nom

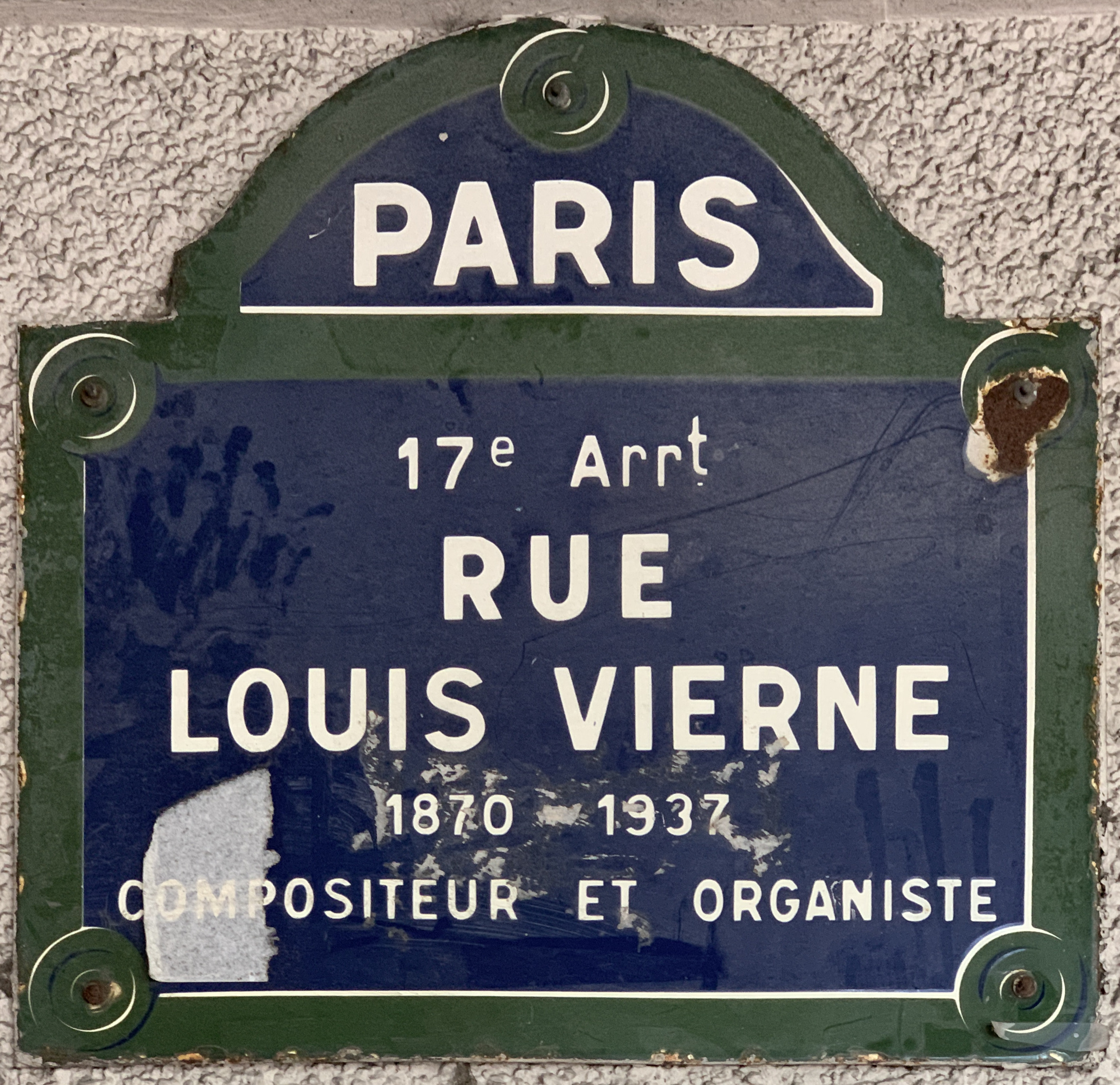
Plaque de la rue.

Elle porte le nom de l'organiste de Notre-Dame de Paris et compositeur français Louis Vierne (1870-1937).

## Historique
La voie est créée dans le cadre de l'aménagement de la ZAC Champerret sous le nom provisoire de voie « AE/17 » et prend sa dénomination actuelle par arrêté municipal du 23 décembre 1987. 